# Hellsing Ultimate
Hellsing Ultimate (ヘルシング, Herushingu) est la seconde adaptation du manga Hellsing de Kōta Hirano en anime. Mais celle-ci, contrairement à la précédente, reprend plus fidèlement l'histoire du manga et de The Dawn. Le graphisme en est d'ailleurs beaucoup plus proche.
A l'origine prévu pour avoir 20 OVA de 35 minutes chacun sortant sur 4 ans, cette série est finalement constituée de 10 OVA d'environ 50 minutes. Seulement les 4 premiers sont sortis en français.

## Épisodes
1. Hellsing I : 10 février 2006 (50 min)
2. Hellsing II : 25 août 2006 (43 min)
3. Hellsing III : 4 avril 2007 (47 min)
4. Hellsing IV : 22 février 2008 (56 min)
5. Hellsing V : 21 novembre 2008 (44 min)
6. Hellsing VI : 24 juillet 2009 (42 min)
7. Hellsing VII : 23 décembre 2009 (45 min)
8. Hellsing VIII (+The Dawn I) : 27 juillet 2011 (49 min / 9 min)
9. Hellsing IX (+The Dawn II) : 15 février 2012 (45 min / 7 min)
10. Hellsing X (+The Dawn III) (+Clip Drifters) : 26 décembre 2012 (67 min / 6 min + 4 min)